# Kabinett Kalvītis I
Das lettische Kabinett (Kabinett Kalvītis I), das sich aus 17 Ministern, dem Amt des Premierministers bzw. Ministerpräsidenten, den Fraktionsvorsitzenden der koalierenden Parteien und den jeweiligen ministerialen Staatssekretären zusammensetzt, konstituierte sich am 2. Dezember 2004 unter Ministerpräsident Aigars Kalvītis (Lettische Volkspartei / Tautas partija). Im Kabinett waren bis 13. April 2006 die regierenden Fraktionen der Volkspartei (TP), der Neuen Zeit (JL), der Ersten Partei Lettlands (LPP) und des Bündnisses der Grünen und Bauern (ZZS) vertreten. Dann trat die Neue Zeit aus der Regierung aus, ihre Minister wurden durch Angehörige der anderen Parteien, eine Parteilose und ein Mitglied der Partei Lettlands Weg (LC) ersetzt. Am 7. November 2007 kündigte die Regierung nach Massendemonstrationen und der Demission mehrerer Minister ihren Rücktritt für den 5. Dezember an.
| Ressort                                                           | Name              | Partei | Bemerkungen                                                                  |
| ----------------------------------------------------------------- | ----------------- | ------ | ---------------------------------------------------------------------------- |
| Ministerpräsident                                                 | Aigars Kalvītis   | TP     |                                                                              |
| Verteidigung                                                      | Einars Repše      | JL     | seit Dezember 2005: Linda Mūrniece (JL) seit April 2006: Atis Slakteris (TP) |
| Auswärtige Angelegenheiten                                        | Artis Pabriks     | TP     |                                                                              |
| Wirtschaft                                                        | Krišjānis Kariņš  | JL     | seit April 2006: Aigars Štokenbergs (TP)                                     |
| Finanzen                                                          | Oskars Spurdziņš  | TP     |                                                                              |
| Bildung und Wissenschaft                                          | Īna Druviete      | JL     | seit April 2006: Baiba Rivža (ZZS)                                           |
| Kultur                                                            | Helēna Demakova   | TP     |                                                                              |
| Transportwesen                                                    | Ainārs Šlesers    | LPP    | April bis November 2006: Krišjānis Peters (LPP)                              |
| Justiz                                                            | Solvita Āboltiņa  | JL     | seit April 2006: Guntis Grīnvalds (LPP)                                      |
| Umwelt                                                            | Raimonds Vējonis  | ZZS    |                                                                              |
| Landwirtschaft                                                    | Mārtiņš Roze      | ZZS    |                                                                              |
| Soziale Angelegenheiten                                           | Dagnija Staķe     | ZZS    |                                                                              |
| Gesundheit                                                        | Gundars Bērziņš   | TP     |                                                                              |
| Regionale Entwicklung und kommunale Selbstverwaltung              | Māris Kučinskis   | TP     |                                                                              |
| Kinder und Familie                                                | Ainars Bastiks    | LPP    |                                                                              |
| Angelegenheiten der Gesellschaftlichen Integration / Minderheiten | Ainars Latkovskis | JL     | seit April 2006: Karina Pētersone (LC)                                       |
| Digitalisierung                                                   | Jānis Reirs       | JL     | seit April 2006: Ina Gudele (parteilos)                                      |
| Innere Angelegenheiten                                            | Ēriks Jēkabsons   | LPP    | seit Oktober 2005: Dzintars Jaundžeikars (LPP)                               |